# トランスジェンダーになりたい少女たち
『トランスジェンダーになりたい少女たち SNS・学校・医療が煽る流行の悲劇』（トランスジェンダーになりたいしょうじょたち エスエヌエス・がっこう・いりょうがあおるりゅうこうのひげき、英: Irreversible Damage: The Transgender Craze Seducing Our Daughters、以下「トランスジェンダーになりたい少女たち」）は、2020年にアビゲイル・シュライアーによって書かれ、レグナリー・パブリッシング社から出版された本である。この本は、「急速発症性性別違和（ROGD）」という論争のある概念を支持している。ROGDは、どの主要な専門機関によっても医学的診断として認められておらず、信頼できる科学的証拠に裏付けられていない。
本書は、ソーシャルメディアのインフルエンサーなどの影響を受け、トランスジェンダーではないのにそうだと思い込んだ結果、後に後悔することになる不可逆的な医療ケアを受ける子どもが増えている、また、その治療は科学よりもイデオロギーに基づく医師たちによって助長されると主張するものである。著者は、出生時に女性として割り当てられた10代の若者たちを指しながら、「2010年代に思春期の女の子たちの間で突然、トランスジェンダーであるという自己認識が急増した」と述べ、これを「拒食症や過食症、多重人格障害の犠牲になった、不安感が強く抑うつ的な（主に白人の）女の子たち」の間の「社会的伝染」に原因するものだとした。そして、若者の性別違和に対する治療法として、性別を肯定する精神医学的支援、ホルモン補充療法、性別適合手術（これらをまとめて「ジェンダーを肯定するケア〈gender-affirming care〉」と呼ぶことが多い）をおこなうことを批判した。また、流行から子どもを守るために「子どもにインターネットで交流させないこと」「親の権威を保つこと」「ジェンダー・イデオロギー教育を支持しないこと」「子どもの性別違和の主張を認めないこと」「出産能力は祝福であると娘に伝えること」などを親に勧めた。
この本の反応は賛否両論であり、肯定的なレビューの多くは著者の主張を支持しているが、批判の多くは本に利用された逸話の選択や主張の科学的根拠に関する問題に焦点を当てている。この本がトランス差別的であるとして、またトランスマスキュリンやノンバイナリーであると認識する10代の若者を「彼女」と呼ぶ本書の姿勢をミス・ジェンダリングであるとして、販売を制限しようとするいくつかのボイコットが行われた。
日本においても、当初は「あの子もトランスジェンダーになった SNSで伝染する性転換ブームの悲劇」というタイトルで2024年1月にKADOKAWAから刊行される予定だったが、タイトルや事前公開された内容紹介について議論や批判が起き、2023年12月5日に発売中止と当事者への謝罪が発表された。その後、産経新聞出版より2024年4月に『トランスジェンダーになりたい少女たち SNS・学校・医療が煽る流行の悲劇』というタイトルで刊行された。

## 本の内容
原題『Irreversible Damage: The Transgender Craze Seducing Our Daughters』を意訳すると「取り返しのつかないダメージ：私達の娘たちを誘惑する(Seducing,そそのかす）、トランスジェンダーの流行・熱狂（Craze）」となる。
本書によると、2010年代初頭までは、トランスジェンダーの割合は少なく、大半が出生時に男性と判断された人々だった。しかし、その後、出生時に女性と判断された青少年の間で、性別違和の自認が急増した。これらの新しいトランスジェンダーは、幼い頃から性別違和を感じるのではなく、思春期になって初めて現れるのが特徴としている。シュライアーは、自分の子どものトランスジェンダー自認や、トランスジェンダーに移行することに悩む親たちから話を聞き、精神疾患や個人的な問題を経験しながら、自分の性同一性に疑問を感じたり、トランスジェンダーであることをカミングアウトした10代の若者を何人か紹介した。彼女は、彼女が 「少女」 と呼ぶ、出生時に女性と割り当てられた十代の若者たちが直面する孤立、オンライン社会力学、制限的なジェンダーとセクシュアリティのラベル、歓迎されない身体的変化と性的注意といった困難について説明した。そして、こうした社会的な苦悩から抜け出す手段として、男性としてのアイデンティティを選択するのだと指摘した。
シュライアーは、SNSの影響力の大きさや、性別適合治療を積極的に推奨する風潮を問題視した。本書では、RODG（社会的な伝染が原因で急速に発症する性同一性障害）という言葉が作られた2018年の研究と、それに対する医療界の反応について触れ、診断の存在と研究結果を支持している。シュライアーは、Tiktok、Tumblr、InstagramなどのSNSのトランスジェンダーインフルエンサーが「社会的伝染」の鍵であり、若者にトランスであると自認させ、胸の圧迫やテストステロンを使用し、協力的でない家族と縁を切ることや嘘をつくことを頻繁に勧めていると主張している。シュライアーは、学校でのジェンダー教育、トランスジェンダーに対する包括的な言葉、アイデンティティ政治を批判している。彼女は、社会的な伝染から娘を守るために、親が取るべき対策として、「スマホを持たせないこと」「親の権威を保つこと」「ジェンダー・イデオロギー教育への反対」「インターネットの制限」「田舎での生活」「出産能力の祝福」などを提案している。
彼女は、ジェンダーを肯定するケアを批判し、それに反対する人々としてケネス・ザッカー、レイ・ブランチャード、J・マイケル・ベイリー、リサ・マルキアーノ、ポール・R・マクヒューらの主張を紹介した。さらに、トランス・アクティヴィズムとそれに関連する論争について論じており、性別特有のプライバシーの懸念、パッシングとトランスの可視性、トランスの受容を高める上での有名人の役割、トランスジェンダーとレズビアンや急進的フェミニストとの対立、女子スポーツに出場するトランス女性アスリートなどが含まれている。彼女によれば、トランスジェンダーの増加はレズビアンの減少に一致しているという。シュライアーは、性別移行の取り組みについて後悔した経験を持つ多くの若い女性の話を書いている。彼女は、二次性徴抑制剤や異性ホルモン剤を用いるホルモン治療、外科的処置などの医療介入にはリスクが伴うと主張し、手術の失敗によって身体障害者となったトランスジェンダーの事例を紹介した。また脱トランスした若い女性についても紹介した。

## 背景と出版の経緯

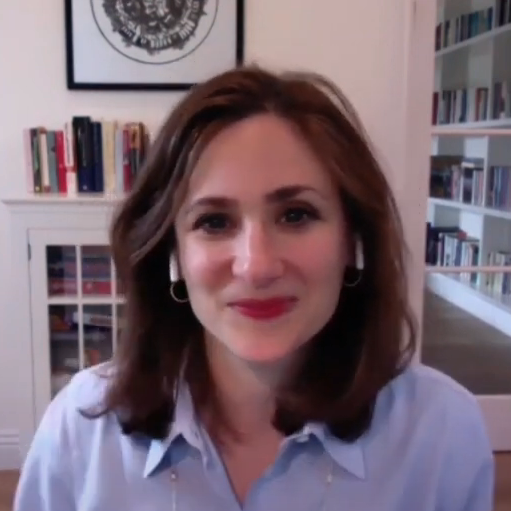
2020年のインタビューでのシュライアー

著者のシュライアーはコロンビア大学とオックスフォード大学に通い、イェール法科大学院で法務博士（J.D.）を取得した。ウォール・ストリート・ジャーナル紙にオピニオン・コラムを寄稿していた。
本書が支持する急速発症性性別違和（ROGD）という用語は、2018年にリサ・リットマンが提唱した仮説であり、「社会的な伝染」が原因で、性別違和を経験する子どもが急増しているというものである。
ROGDは、どの主要な専門機関によって医学的診断として認められておらず、信頼できる科学的証拠に裏付けられていない。本書『Irreversible Damage』は、ROGDに関する初の書籍である。
『あの子もトランスジェンダーになった』の原著『Irreversible Damage』は、2020年6月に保守的な出版社であるレグナリー・パブリッシング社から出版された。この出版社は、「アメリカを代表する保守出版社」を自称し、AIDSの原因はHIVではなく薬物の使用であると主張する本や、環境保護活動は共産主義者の陰謀であると主張する本、旧統一教会信者の反進化論本、キリスト教右派や白人至上主義者の本なども出版している。本書『Irreversible Damage』は、2021年第2四半期におけるレグナリー出版の売上増に貢献した主要な書籍の1つになった。パメラ・アルマンドがナレーションを担当したオーディオブックは、ブラックストーン・オーディオからリリースされた。イギリスでは、スウィフト・プレスから「10代の少女とトランスジェンダーの流行」という副題で出版された。
出版後、シュライアーは保守系メディアで有名な人物となった。2021年3月、共和党から指名され、米上院で「平等法」をトランスジェンダーにも適用する拡大案に反対する証言を行った。シュライアーは、法案に反対する理由として、トランスジェンダー女性（「女性を自認する生物学的男性」）は、「女性と少女にとって危険な存在である」「女性アスリートの奨学金を奪う」と証言した。2020年7月、「ジョー・ローガン・エクスペリエンス」のインタビューでは、性転換の願望を「伝染（contagion）」と呼び、摂食障害や自傷行為と比較した。また、番組でシュライアーはトランスジェンダーの若者を自閉症と関連付けた。Spotifyの従業員はローガンのポッドキャストエピソードをプラットフォームから削除するように求めたが、同社はこの要求を拒否した。この本で、シュライアーからインタビューを受けたトランスジェンダーYouTuberのチェイス・ロスは、2021年に「シュライアーはインタビューの意図を誤解させ、タイトルや内容も隠した」と述べ、この本に参加し当事者を傷つけたたことを謝罪し、本書を読まないように呼びかけた。

## 評価
この本の評価は賛否が分かれている。『エコノミスト』、『アイリッシュ・インデペンデント』のエミリー・ホウリカン、『ナショナル・レビュー』のマドレーン・カーンズ、『サンデー・タイムズ』のクリスティーナ・パターソン、『コメンタリー』のナオミ・シェーファー・ライリー、『タイムズ・オブ・ロンドン』のジャニス・ターナーによる肯定的な書評がある。神学者のティナ・ビーティーは『ザ・タブレット』で、心理学者のクリストファー・ファーガソンは『サイコロジー・トゥデイ』で、肯定と否定の入り混じった評価をした。『ロサンゼルス・レヴュー・オブ・ブックス』ではサラ・フォンセカが、『サイコロジー・トゥデイ』のブログ記事ではトランスジェンダーの精神衛生を専門とする研究者のジャック・ターバンがそれぞれ否定的な評価をした。『サイエンス・ベースド・メディシン』は、医師のハリエット・ホールによる肯定的な書評を撤回し、その後この本を批判する一連の記事を掲載した。
- 肯定的：『エコノミスト』は、2020年の「今年の本」41冊中の1冊としてこの本を選んだ[17][18][101]。同誌は、「多くの関心を集める報道を生み出してきたこのテーマについて、初めてわかりやすく扱った本のひとつ」と評したが、主要紙での書評は少ないと指摘した[73]。同紙は、シュライアーを「インタビューした人たちの話を細心の注意を払って伝えている」と評価したが、10代の若者が医療介入を受けている程度を誇張している可能性を示唆した[73]。『タイムズ』は、2021年の「今年の本」33冊中の1冊としてこの本を選んだ[102]。マドレーン・カーンズは、デブラ・W・ソーの『ジェンダーの終焉』と並んでこの本を批評した[96]。彼女は、シュライアーの本が「個人的で、詮索好きで、しばしば感動的な物語」を提供していると述べた[96]。ナオミ・シェーファー・ライリーは、突然トランスジェンダーだと認識し始めたように見える青少年たちに「病んでいるものは何か」と問いかけたシュライアーは正しかったと書いている[98]。彼女は、トランスジェンダー医療とオンライン上のトランスジェンダー活動に対するシュライアーの批判を支持した[98]。ジャニス・ターナーはこの本を「恐れ知らず」 と呼び、この本をめぐる論争に言及し、その結論を支持した[99]。この本は保守的な団体から肯定的な批評を受けたが、それは彼らによると、ポリティカル・コレクトネス（政治的正しさ）の名の下に黙殺されていた真実をもたらしたからである[103]。彼らの書評は、シュライヤーが「Woke（社会問題に目覚めたリベラル層）」に対して「勇敢に立ち向かい」、「アメリカを洗脳したトランスジェンダー過激派」が推進する「狂気」を暴いたと書いている[103]。
- 中立的：ティナ・ビーティーはこの本を「不穏で、腹立たしく、説得力のある研究」と評した[82]。彼女は、シュライアーが被験者自身が知らないところで、親や専門家からの逸話を利用していることを批判した[82]。彼女は、「シュライアーの主張の多くには反論の余地があるかもしれない」としながらも、報告されている思春期に発症する異和感の症例の増加は、「現在よりもはるかに大きな注意と不安の原因となるはずである」と書いた[82]。心理学者のクリストファー・ファーガソン（英語版）は、「トランスジェンダーを自認する人の多くは、実際にトランスジェンダーで、医療的ケアを必要とする人たちである」「広く証明された科学的事実を否定している」「境界性人格障害、自閉スペクトラム症などのメンタルヘルスの問題を抱えるトランスジェンダーの青少年は、医学的な性別移行から十分な恩恵を受けられないかもしれない」などの前提を解説した[104][31]。ファーガソンは、「彼女の論文を完全に否定する気はない」としながらも、彼女は科学に「注意深く耳を傾ける」ことに失敗しており、「質の高い、事前登録された、オープンサイエンスで科学的な取り組み」がこの分野では必要であると書いた[104]。

- 否定的：本書は複数の研究者から「多くの誤情報を含む」と批判され、方法論的・科学的な誤りが多数あると指摘されている[注 7]。一部の批評家は、この本が転向療法を助長していると指摘し、「トランスフォビア的で反トランス的」な本だと定義している[注 2]。精神科医のジャック・ターバン（英語版）は、「誤った情報に満ちた突拍子もない本」と批判し、「当事者ではなく、子供がトランスであることを受け入れない両親へのインタビューに基づいている」「科学的証拠を誤って解釈し、データを無視している」「古い診断法を引用している」「『下品で攻撃的な言葉』を使っている」などの複数の問題点を指摘した[17][18]。ジャーナリストのマット・トレイシーは、『Gay City News』で「シュライアーがトランスジェンダーの若者を「彼女」と呼んでいることを批判した[23]。トレイシーは、シュライアーが「トランスジェンダーの若者の性自認[注 6]を軽視し、出生時に女性と割り当てられたトランスジェンダーの少年やノンバイナリーの人々を同じ生物学的要素を持っていると誤認している」と指摘した[23]。サラ・フォンセカは、『ロサンゼルス・レヴュー・オブ・ブックス』で「シュライアーが「憲法修正第1条」の言論の自由を盾に、トランスジェンダーの人々の自己決定権を抑え付け、偏見に満ちた主張を展開している」と非難した[100]。ジャーナリストのメリッサ・ギラ・グラントは、『The New Republic』で「トランスジェンダーの作家や組織もシュライアーが検閲されていると考えている同じ方法で検閲されてきたが、それらが現在彼女を擁護する作家たちから注目されることはほとんどない」と述べた[64]。歴史家のベン・ミラーは、「白人の少女の生殖器がブラックホールによって消されている」表紙のデザインを、ナチスのプロパガンダポスターのデザインと比較した[118][119]。イスラエルのウェブサイト『Haokets』は、「表紙は『親の保護の義務』を鮮明にするために、題材とは異なる非常に幼い少女が描かれている」「少女は、妊婦のお腹ができる『はず』の場所に穴が空いており、何よりも子どもを将来の母親として認識する、本書の保守的な部分と対応する」と書いた[120]。
- SBM：『サイエンス・ベースド・メディシン（SBM）』は、2021年6月にハリエット・ホール（英語版）による肯定的な書評を掲載し、「真剣に調べる必要のあるいくつかの憂慮すべき事実を提起している」「ジェンダー肯定を中心としたケアは、間違いで職務怠慢である」「現在の政治情勢はこれらの問題の科学的研究をほぼ不可能にしている」と指摘した[15][121]。その後、SBMは編集者による検討の結果、科学的妥当性に問題が多いとして書評を撤回する措置を取り、ホールの書評はマイケル・シャーマーによって『Skeptic』に改訂版が再掲載された[1][15][121]。SBMの編集者、スティーブン・ノヴェラとデヴィッド・ゴルスキーは、後に撤回について説明し、ホールとシュライアーの主張は「いかなる証拠にも裏付けられておらず、科学的証拠の重大な誤読によってこじつけられたもの」と結論づけ、「逸話、異常値、政治的な議論、そして選択された科学」に基づいていると説明した[15]。その後数週間、同サイトはゲスト執筆者で医師のローズ・ラヴェルとAJ・エッカートによるこの本に関する一連の記事を掲載し、科学的な誤り、データの選択、誤った情報について同書を批判した[1][15][62][47][105][106][注 7]。ラヴェルは、「トランスジェンダーの科学と医学を誠実に理解しようとする人には、この本はお勧めできない」「本書がトランスジェンダーの若者が必要とされる医療を受けられないようにする取り組みの主要な資料として使われ続けることを強く懸念している」と書いた[62]。

## マーケティングと流通
『Irreversible Damage』は複数の言語に翻訳され、スペイン、フランス、ハンガリー、ドイツ語、シュライアーの演説に抗議者が集まったイスラエルなど、他の国々でも外国語版が出版された。同書に対する反発から、日本での出版は中止され、その後、別の出版社から発売された。

### アメリカ
この本がトランスフォビアで、「グループに対する憎悪を煽り、トランスの現実を否定している」として、販売を制限しようとするいくつかのボイコットが行われた。アメリカ書店協会がこの本を宣伝したことを謝罪し、競合の「ターゲット」がウェブサイトからこの本を削除した後も、Amazonは本書の販売を続けた。2020年6月30日、本書は発売されると直ぐに、Amazonのベストセラーとなり、最も売れる本の1つとなった。その後、Amazonの「LGBTQ+人口統計学」カテゴリーでハードカバー版、ペーパーバック版、Kindle版ともに上位3位にランクインした。Amazonで「トランスジェンダー 」と入力すると、本書がベストセラーとして挙げられ、検索結果のトップに表示される。本書は、アメリカでは12万部を超えるベストセラーとなった。
- 2020年6月、Amazonは出版の一週間前にこの本の広告を中止し、その理由を「性的指向を診断、治療、または疑問視する主張」をしているためと説明した[2]。2021年4月、従業員がAmazonに販売中止するよう嘆願したが、同社は「この本はAmazonのコンテンツ・ポリシーに違反しておらず、今後も販売を続ける」と回答した[108]。2022年3月、「No Hate at Amazon」と呼ばれるグループが、Amazonに、本書と『Johnny the Walrus』の販売中止を求める嘆願書を提出し、Amazonで販売できるコンテンツを従業員が民主的に決定できるようにする監視委員会を設置するよう求めた[25]。少なくとも従業員600人が嘆願書に署名し、2021年夏にAmazonの幹部に提出された[25]。Amazonがこれらの本の販売中止を拒否したことで、一部の従業員はAmazonで働くことを辞めた[107][127]。
- 2020年11月、ディスカウントストア「ターゲット」はネット上での批判を受け、同書の販売を一時停止したが、シュライアーから「言論の自由の侵害」だと批判され[17][18][107][64]、再び購入できるようにした[24][111][130][109]。保守派は、同書の撤去をナチス・ドイツの焚書と比較した[110]。何人かのLGBTのコメンテーターは、撤去を支持すると表明した[111][109][23]。『Transgender Studies Quarterly』編集者のグレース・ラヴェリーは、Xで「少数派グループが大量生産された本を破壊することは、『国家主導による商品の破壊』とは異なる」と主張した[110]。『デイリー・ドット』のコラムニスト、アナ・ヴァレンスは、「これは検閲ではない。彼らは他の場所に出かけていき、それを買う購買力がある。この本はAmazonのKindleストアで最も売れているトランスジェンダーの研究書であり、これはアルゴリズム的にトランスの声を封じ込めている」と指摘した[110]。アメリカ自由人権協会（ACLU）の弁護士であるチェイス・ストランジオは、「この本と思想の流通を止めることは、100％私の死守すべき課題である」とツイートした[131][64]。ストランジオは後にこのツイートを削除し、投稿の意図は「政府による禁止を求めているのではなく『トランスジェンダーの自己決定を市場がより支持するような情報環境を作ること』だったと説明した[131][64]。2021年2月、ターゲットは再びこの本の販売を中止した[108][132]。
- 2021年4月、ハリファックス公共図書館に対し、この本を流通から外すよう求める請願が開始された[26]。同図書館は、知的自由を理由に、撤去は検閲にあたるとして拒否した[26]。これを受けて、ハリファックス・プライドは、今後ハリファックスの図書館ではイベントを開催しないと発表した[26]。
- 2021年7月、アメリカ書店協会（ABA）は、加盟書店の750店に同書の販売を検討するよう販促ボックスに入れて郵送したが、このことを「重大で暴力的な事件」と謝罪し、同書を「反トランス」と位置づけた[128][74]。これはさらなる論争を引き起こし、「書店協会は本を検閲しようとしている」と主張する人もいれば、「謝罪が不十分だ」と主張する人もいた[128][74]。

### イスラエル
本書はヘブライ語に翻訳され、2023年にイスラエルの保守的な出版社であるセラ・メイア出版社から出版された。この出版社は、極右で反リベラルな政策を推進している。
本書は、イスラエルでも抗議活動を引き起こした。イスラエル最大手の小売業者2社はこの本の取り扱いを拒否した。2023年5月23日、アタリム広場にある公共施設で行われた発売イベントは、本書の内容を知った施設の人々が 「憎悪扇動」だと抗議したため、中止された。イベントは近くのカールトンホテルに会場が移されて予定されたが、ホテルもイベントを拒否した。5月28日、イベントはラマト・ガンにある右翼団体 「フォーラム・カフェ・シャピラ」 の敷地内で行われた。イベントには、イスラエルとアメリカの右翼活動家や団体が参加し、本書を支持して宣伝した。外では数百人規模の抗議デモが行われ、会場内ではトランスジェンダーの若者が「私たちは病気ではない、人間だ」と叫ぶ事態も起きた。

### 日本
日本では、KADOKAWAから2024年1月に刊行される予定だったが、2023年12月にタイトルや事前公開された内容紹介について議論や批判が起き、発売中止と当事者への謝罪が発表された。その後、2024年4月に産経新聞出版より刊行された。産経新聞によると、発売前に同社や書店に対して出版中止を求める脅迫があり、一部書店は販売を見合わせた。

#### 2023年、KADOKAWA
2023年12月3日、『あの子もトランスジェンダーになった SNSで伝染する性転換ブームの悲劇（監修・岩波明／訳・村山美雪、高橋知子、寺尾まち子）』という題名で、KADOKAWAから2024年1月に刊行されることが告知された。しかし、日本語タイトルや宣伝文、発行前に公表された概要について、「トランスジェンダー差別を助長する」として、各地で論争や批判が起きた。Amazonの内容紹介には「幼少期に性別違和がなかった少女たちが、思春期に突然“性転換”する奇妙なブーム。学校、インフルエンサー、セラピスト、医療、政府までもが推進し、異論を唱えれば医学・科学界の国際的権威さえキャンセルされ失職。これは日本の近未来？LGBT法が施行され、性同一性障害特例法の生殖不能要件が違憲とされた今、子どもたちを守るためにすべきこととは」などと書かれていた。出版関係者の有志24名は、「内容が刊行国のアメリカで既に問題視されている」「当事者の安全・人権を脅かしかねない」などの意見を表明した。12月5日、KADOKAWAの公式サイトで、タイトルや宣伝文が当事者を傷つけたことへの謝罪と発売中止が発表された。
発売中止以来、KADOKAWAは対外的な説明をしていないが、2023年12月8日付で、夏野剛社長や執行役が、刊行中止の理由や課題について、社員向けの声明を出していたことが、朝日新聞の取材で分かった。声明文によると、「刊行中止の原因は、本書の内容によるものでも、SNSなどの抗議によるものでもありません」としており、「一石を投じるために刊行するなら、相応の準備が必要だが、それを怠った」「社内で内容を検証し、識者からも意見を求めるなどして、ジェンダー平等社会の議論を活発にさせるという編集意図を明確にしてから告知すべきだった」「扇情的なタイトルにすることで、もはや当初の編集意図が通じる状況ではなくなった」と説明した。
週刊文春によると、担当編集者は「ポリコレについて考える本を作りたい」と話し、トランスジェンダーについて議論を提起する翻訳本のシリーズ化を目指していたという。炎上については、事前に批判を予想して、保守系知識人に騒動になった際の応援を要請しており、ヘイト本的需要や炎上マーケティングを期待した可能性が指摘された。百田尚樹、島田洋一、徳永信一、元産経新聞社勤務の三枝玄太郎、ナザレンコ・アンドリー、竹内久美子らは、担当者から日本語訳を渡されて推薦文などを依頼されたことをXで公表している。島田洋一は、自著で数ページに渡って本書を紹介した。竹内久美子は、「背後にいるのはあの勢力」と左翼勢力の陰謀があるという話に結びつけていた。産経新聞や旧統一教会系のメディア「世界日報」、法輪功系のメディア「大紀元時報」は、シュライアーがXで「活動家主導のキャンペーンに屈することで、検閲の力を助長する」と批判したことを報じた。
発売中止について
千田有紀・武蔵大学教授は、産経新聞で「原作を読んで批判した者はどれだけいるのか。出版社に抗議して刊行を中止させるのは卑怯」と批判した。文筆家の林智裕は『WEDGE』で、「キャンセル・カルチャー」「焚書（ふんしょ）」と評した。ジャーナリストの佐々木俊尚は、Xで「焚書」であると抗議し、海外の批判的書評「本書はシュライアーが不快と危険を感じる世界観に対する中傷をまとめ上げたものにすぎない」を紹介し、「刊行されなければこういう議論もできない」と指摘した。心理学者のクリストファー・ファーガソンは、毎日新聞で「アメリカでは共和党地盤の保守的な州で、トランスジェンダーの医療ケアを禁じる法律が次々と成立しているが、『本書が保守派への燃料となった』」と分析した。そして、「トランスジェンダーの権利を擁護する人たちの懸念を理解し、深く同情するが、本を読むことを禁止する権利はない。正しい科学データと情報で対抗すべきだ」と指摘した。ジャーナリストの北丸雄二は、出版社の責任について「大手に求められるのは知的な合否判断を行い、取捨選択すること」と指摘した。近現代史研究者の辻田真佐憲は、朝日新聞のコメントプラスで、「問題のある本だからといって出版を止めるのは適切ではないが、今までどういう批判があったかを解説などで紹介することは必要」とし、「今回は、SNSでかなり煽った広報が行われており、それがネット炎上につながり、刊行中止の決定にいたった」「議論を引き起こす本については、もう少し丁寧に対応すべきだった」と指摘した。音楽家のロマン優光は、『実話BUNKAオンライン』で「抗議運動は、固定的なメンバーによる、よくある程度の小規模なもの」「発売の意図やゲラの送り先の選考基準、タイトルや宣伝文の意図、発売中止の経緯などについて、関係者は説明するべきではないか」と指摘した。哲学者の高井ゆと里・群馬大学准教授は、朝日新聞で「KADOKAWAのタイトルや宣伝文は、トランス差別をあおる扇情的な内容で、誠実な問題提起が目的だったとは考えられない」「出版社が刊行中止の理由を十分説明しなかったため、『当事者らの批判のせいで読む機会が奪われた』との中傷を招いた」と指摘した。弁護士の仲岡しゅんは、同新聞のコメントプラスで「本書の出版中止は公権力の介入ではなく、既に原著に対する批評があり、出版社自身の内部検討の結果として中止になった」と指摘した。

#### 2024年、産経新聞出版
2024年2月10日、著者のシュライアーが、Xに「トランス活動家たちが日本の出版社を脅迫して出版をキャンセルした後、複数の出版社が入札合戦を繰り広げた」「日本語版は近日出版予定！」と投稿した。
4月3日、産経新聞出版から、『トランスジェンダーになりたい少女たち　SNS・学校・医療が煽る流行の悲劇』という題名で出版された。帯やAmazonのサイトには、「あの『焚書』ついに発刊」という宣伝文が掲載された。産経新聞によると発売前の3月、同社と複数の書店に対して出版中止の要求と放火を予告する脅迫メールが届き、警察に被害届を提出した。同社は、予定通り刊行した理由として、「脅迫に屈することは出版文化と表現の自由を脅かす前例を作ることになり得る」と説明した。本書は予約段階から、Amazonの「社会一般関連書籍」カテゴリーで1位となり、発売日には総合1位になった。一部の書店が、脅迫メールを受けて、安全上の理由から本書の販売を見合わせた。ライターの窪田順生は『ダイヤモンド・オンライン』で、脅迫行為について「焚書」「バグった正義感」と論じた。千田有紀・武蔵大学教授は、この記事の『Yahoo!ニュース』のコメント欄で「トランスジェンダー活動家の言い分を全面的に擁護しない本や活動家が気に入らない著者の本の刊行は、これまでも、ひどい妨害を受けてきている」と指摘した。

#### 日本における評価
- 監訳と解説を担当した精神科医で昭和大学特任教授の岩波明は、産経新聞で「さまざまな側面からトランスジェンダーの問題を取り上げている」「学術的にも非常に価値がある本だと思う」と評価した[173]。岩波は、本の解説でシュライアーの見解を一部支持し、トランスジェンダーに対するホルモン治療や外科手術には重大な副作用や不妊症を残す可能性があると指摘した[174]。また、原著の発刊に際しては、「トランスジェンダーの活動家や左翼団体などから、トランスジェンダーの人権を否定するものとして、執拗で頻繁な攻撃があった」と解説した[174]。
- 原著の内容を検証する医療社会学やトランスジェンダー・スタディーズの研究者らは、朝日新聞で「そもそもトランスジェンダーは政治的な思想や流行ではない。子どもへの医療は慎重に行われており、必要な医療資源の不足の方が問題になっている」「信頼性の低い論文やデータを多用している」と指摘した[39]。研究チームは4月以降、原著の問題点をまとめた啓発サイトを公表する[39]。